# Дакия аль-Кахина
Дакия аль-Кахина (Дахия или Дхабба) —  царица берберско-иудейского княжества в северной Африке в период арабских завоеваний. Дата рождения и обстоятельства смерти неизвестны.

## История
Образ Кахины, доисламской женщины-воительницы, до настоящего времени жив в берберской культуре и в XX—XXI веках используется молодёжью как символ берберского языка и культурной идентичности. Кахину помнят за её храбрость и умение объединить и вести свой народ против арабских вторжений в VII веке нашей эры. Она преодолела мужскую монополию на военное искусство, чтобы стать легендой и единственной некоронованной «королевой» в истории Марокко. Кахина, чьё имя означает «жрица» или «пророчица», родилась в горах Аурес в Алжире в VII веке, точная дата жизни, как и обстоятельства её смерти, неизвестны. Арабские военные предводители  вели армии в Северную Африку, готовясь завоевать эту территорию и обратить население в ислам. Кахина возглавила решительное сопротивление вторжениям. Около 690 года она приняла личное командование африканскими войсками, и под её агрессивным руководством арабы на некоторое время вынуждены были отступить. Сегодня берберы составляют около одной трети населения Алжира.
Имя Кахины трактуется также как Дахия или Дхабба («Женщины в мировой истории», т. 8, стр. 414). Кахина означет «пророчица». В энциклопедии иудаики (v. 10, p. 686) говорится, что слово происходит от арабского «Kahin» («прорицатель») и говорится об ошибочном поиске тождественности слова «Kahina» еврейскому термину «Cohen».
В «Краткой еврейской энциклопедии» (англ. Encyclopedia Judaica) сообщается о Дахии ал-Кахине и племени джарауа, живших в горах Аурес (Орес, в юго-восточном Алжире) и Тунисе. Сообщения о ней появляются в трудах арабских авторов, в том числе, о ней пишет крупный средневековый историк XIV века Ибн-Халдун. Историк и общественный деятель, профессор Сорбонны Шарль-Андре Жюльен в «Истории Северной Африки» пишет, что кахина — название «берберского племени Дебора» (названо в честь Деборы, судьи древнего Израиля). Жюльен считает, что сопротивление берберов арабам под предводительством кахины (жрицы, предводительницы племени) было проявлением берберского патриотизма и еврейской веры. В пятьдесят первой главе книги «Упадок и падение Римской империи» Э. Гиббон описал Кахину как королеву и отметил, что «мавры уважали в своих женщинах характер пророчиц».
Кахина смогла объединить берберов против захватчиков, возглавив их в битве за пять лет до того, как потерпела окончательное поражение. Она осталась в памяти народа как образ, который объединил политический и религиозный авторитет, как олицетворение берберской королевы и воительницы, боровшейся за защиту своего народа и страны от арабского вторжения.

## Предание
После падения Римской империи на этих территориях вновь появилось 9 иудейских княжеств — Борион, Нафуса, Орес, Лудалиб, Аль-Курдан, Шивава, Тальмесан, Вад-Драа, Тахир.
Жестокий правитель княжества Орес (юго-восточный Алжир) влюбился в одну бедную девушку, жившую в одном селении — Дахию аль-Кахину бинт-Табиту. Кахина не любила его, но тот стал терроризировать её односельчан. В конце концов, доведённые до крайности старейшины села с плачем отправились к Кахине и стали умолять её спасти родную деревню и уступить домогательствам сластолюбивого князя. Дахия уступила, однако в первую же ночь после свадьбы убила мужа, унаследовав его пост.
К моменту арабского вторжения Кахина была уже лидером всех 9 иудео-берберских княжеств, а в 686 году погиб глава берберов Косейла, все берберские княжества признали её царицей объединённого берберского государства — Африканского царства.
В 698 году арабы направили против Африканского царства большую армию. Кахина сама выбрала место для засады. Перед боем она напутствовала своих воинов: «Львы Африки и Иудеи! Покажите арабам, что вы никогда не дадите исламу поработить себя! Наша любимая Африка останется свободной! Пусть же боевым кличем нашим будет древний призыв зелотов: „Свобода или смерть!“»
Войско арабов попало в засаду и было наголову разгромлено, его остатки в панике отступали до Туниса, преследуемые летучими отрядами Кахины.
Арабы собрали новую 40-тысячную армию под командованием одного из лучших своих полководцев — Хасана ибн Нумана. По дороге это войско легко разбило византийский гарнизон из Карфагена.
Понимая, что встречаться лицом к лицу с такой силой чревато разгромом, Кахина, уклоняясь от генерального сражения, зашла арабам в тыл и подошла к городу Багия, удерживаемого византийским гарнизоном. Византийцы и христианское население города встретили войско Дахии как союзников, открыли им ворота и впустили в город. Получив сведения о том, что армия Африканского царства нависла над коммуникациями арабов, Хасан был вынужден остановить наступление и повернуть назад, к Багии, однако когда он, разбив осадный лагерь вокруг стен города, был уже уверен, что теперь захват Кахины лишь дело времени, выяснилось, что и берберы, и византийский гарнизон, и все горожане покинули город через подземный ход. Конница Хасана ринулась в погоню за беглецами, но Кахина и это предусмотрела: в каменистом ущелье Вадмини авангард Хасана попал в засаду и был изрядно потрёпан. С большим трудом ему удалось продержаться до подхода главных сил, догнавших свою конницу незадолго до захода Солнца, но тут в спустившейся мгле на измотанных долгим переходом арабов обрушились главные силы еврейской царицы — берберская конница, византийская пехота, вооружённые горожане из Багии.
Арабская армия была наголову разбита и в панике бежала. Африканское царство перешло в контрнаступление, освобождая занятые арабами земли, уничтожая оккупантов. Был освобождён Карфаген, ставший столицей нового государства. Кахину встречали как освободительницу и берберы, и евреи, и христиане. Епископ города Була Регия, встречая Дахию, своими руками устелил цветами землю перед копытами её боевого коня.
Африканское царство начало постепенно стабилизироваться, превращаясь из аморфного конгломерата кочевых и полукочевых племён в чётко структурированную организацию с государственным аппаратом, городами, торговлей, ремёслами. Армия Кахины шла от победы к победе. Хасан ибн Нуман не оставил мысли о покорении Африканского царства. Но теперь он предпочитал не искушать судьбу в прямом столкновении с еврейско-берберскими армиями, а пойти на хитрость. Хасан заявил, что арабы более не лелеют планов завоевания Африканского царства. Он предложил Кахине мир и союз против Вестготского королевства в Испании.
Хасан предложил Кахине соблазнительный план: арабская и берберская армии совместно вторгаются в Испанию и делят её между собой, причём евреям арабской части будут предоставлены полные права или возможность свободно переселиться в Африку. От берберского царства требовалось пропустить 60-тысячную арабскую армию через свою территорию. Царица Кахина согласилась. Вскоре, однако, выяснилось, что арабы не просто проходят через территорию царства, а попросту завоёвывают его.
Но и теперь берберы могли бы ещё померяться силами с арабами — если бы не предательство. Молодой арабский аристократ Халид ибн Йезид аль-Кайси, попав в плен к берберам ещё во время 1-й Aрабо-берберской войны, для вида перешёл на их сторону, но втайне продолжал оставаться верным арабскому делу. Он умудрился каким-то образом втереться в доверие к Кахине и регулярно информировал Хасана о планах берберов.
В 703 году в районе современного города Эль Джерн берберское и арабское войско встретились в последней отчаянной битве. Незадолго до сражения Халид ибн аль-Кайси бежал из берберского лагеря и возглавил один из крупнейших отрядов арабской армии. Берберская королева понимала, что в этой битве она погибнет, тем не менее Кахина не уклонилась от боя, «потому что отдать свою страну захватчикам было бы позором для её народа».
По сведениям арабского историка Ибн Нувайри, евреи и берберы дрались с мужеством отчаяния, и лишь подавляющее превосходство позволило арабам одержать вверх. Дахия эль-Кахина сражалась с мечом в руках во главе своих воинов и погибла в бою. Её отрубленная голова была отослана халифу Абд-эль-Малику. Населению Африканского царства было предложено на выбор — принять ислам или умереть. Среди множества принявших мусульманскую веру были и двое взрослых сыновей Дахии — утверждают, что перед смертью она приказала своим последователям в случае поражения принять для вида ислам, дабы сохранить народ от истребления. Около 50 тысяч человек отказались изменить вере и были убиты.